# Джессопалена
Джессопале́на (итал. Gessopalena; на местном диалекте — Lu Jesse) — коммуна в Италии, расположена в регионе Абруццо, подчиняется административному центру Кьети.
Население составляет 1694 человека, плотность населения составляет 55 чел./км². Занимает площадь 31 км². Почтовый индекс — 66010. Телефонный код — 0872.
Покровителем коммуны почитается святой Валентин Интерамнский, празднование 14 февраля.